# Szulimán
Szulimán est un village et une commune du comitat de Baranya en Hongrie.

## Histoire
Le village est mentionné au début du XVe siècle sous le nom Szőlőmál écrit Zelewmal « coteau planté de vignes » (szőlő « vigne », mál en hongrois ancien « coteau »). L'évolution vers un nom qui évoque le sultan Soliman ne correspond donc pas à un événement historique, contrairement à la croyance populaire.